# Seul et désarmé
 (novembre 2020).
Pour plus de détails, voir Fiche technique et Distribution.
Seul et désarmé (Один и без оружия, Odin i bez orujiya) est un film soviétique réalisé par Pavel Fattakhoutdinov et Vladimir Khotinenko, sorti en 1984,.

## Fiche technique
- Photographie : Boris Chapiro
- Musique : Vadim Bibergan
- Décors : Valeri Loukinov, Mikhail Rozenchteïn, Tamara Sagirova
- Montage : Maria Rodionova, Louiza Sadovskaia